# بيرسي سنو
بيرسي سنو (بالإنجليزية: Percy Snow)‏ هو لاعب كرة قدم أمريكية أمريكي، ولد في 5 نوفمبر 1967 في غوانزو في الصين.

## وصلات خارجية
- بيرسي سنو على موقع مرجع كرة القدم المحترفة.كوم (الإنجليزية)